# Proasellus faesulanus
Proasellus faesulanus is een pissebed uit de familie Asellidae. De wetenschappelijke naam van de soort is voor het eerst geldig gepubliceerd in 1995 door Messana & Caselli.